# إيكويفيا
إيكويفيا ، المعروفة سابقًا باسم كوانتيليز و أي إم أس هيلث ،  هي شركة أمريكية متعددة الجنسيات تخدم الصناعات المدمجة في تقنيات المعلومات الصحية والبحوث السريرية . إنه مزود بتطوير المستحضرات الصيدلانية البيولوجية وخدمات الاستعانة بمصادر خارجية التجارية، ويركز بشكل أساسي على التجارب السريرية من المرحلة الأولى إلى الرابعة والخدمات المختبرية والتحليلية المرتبطة بها، بما في ذلك الخدمات الاستشارية. لديهم شبكة تضم أكثر من 50000 موظف في حوالي 100 دولة.  اعتبارًا من عام 2017 ، تم الإبلاغ عن IQVIA لتكون واحدة من أكبر منظمات الأبحاث التعاقدية في العالم. 

## التاريخ
في عام 1982 ، أسس دينيس جيلينغز وضم كوينتايلز عبر الوطنية في ولاية كارولينا الشمالية .  قامت Quintiles Transnational بتأسيس Quintiles Pacific Inc. و Quintiles Ireland Ltd. في عام 1990.  في عام 1991 تم تأسيس Quintiles GmbH في ألمانيا وتم تأسيس Quintiles Laboratories Ltd. في أتلانتا، جورجيا.  في سبتمبر 1996 ، اشترت Quintiles Innovex Ltd. من بريطانيا بمبلغ 747.5 مليون دولار.  أصبحت «كوينتايلز» عامًا في عام 1997 وأتمت عملية طرح أسهم ثانوية ناجحة. 
على مدار عام 2016 ، في 3 أكتوبر، تم الانتهاء من عملية دمج كوينتايلز مع IMS Health ، وأصبحت QuintilesIMS.  نتيجة لعملية الدمج، أصبحت قاعدة بيانات OneKey للعاملين في مجال الرعاية الصحية التي طورتها شركة Cegedim Relationship Management جزءًا من QuintilesIMS. في نوفمبر 2017 ، اعتمدت الشركة الاسم الجديد لـ IQVIA ، وغيرت رمزها في بورصة نيويورك من Q إلى IQV. 

## روابط خارجية
- موقع IQVIA